# Azemmour
Ne doit pas être confondu avec Azmour ou Zemmour.
Azemmour (en arabe : أزمّور azammūr, en berbère : ⴰⵣⵎⵎⵓⵔ azemmur) est une ville située sur la côte atlantique, à 16 km au nord d'El Jadida et à 72 km au sud ouest de Casablanca, à l'embouchure du fleuve Oum Errabiâ. 
Azemmour, qui veut dire "olivier" en berbère, a été occupée dans l'antiquité aussi bien par les Phéniciens que les Carthaginois et les Romains. Sous ces derniers, Azemmour connut une période de prospérité. Le roi Juba II de Maurétanie la favorise.

## Étymologie
ⴰⵣⵎⵎⵓⵔ, prononcé "azemmour", signifie "olivier" en berbère. Certains avancent l'étymologie Izmour de Izm lion et moor terre en amazigh.

## Histoire
Au VIIe siècle, elle est l'une des principales cités du royaume berbère des Berghouatas avec Anfa, El Jadida et Safi. Au XIe siècle, Youssef ben Tachfine, le troisième souverain de la dynastie Almoravide, s'empare d'Azemmour et y construit des mosquées et une fontaine. La ville devient un centre d'érudition musulmane. De cette époque demeurent les pèlerinages à Moulay Bouchaib Erredad, et à Lalla Aicha Bahria,.
Sous la dynastie des Almohades, et plus précisément sous le règne de Abd al-Mumin, Azemmour est une cité florissante et celui-ci y construit une belle mosquée et encouragea son peuplement. La dynastie des Mérinides construisint à Azemmour une médersa et une petite fontaine au cœur de la médina au XIVe siècle.

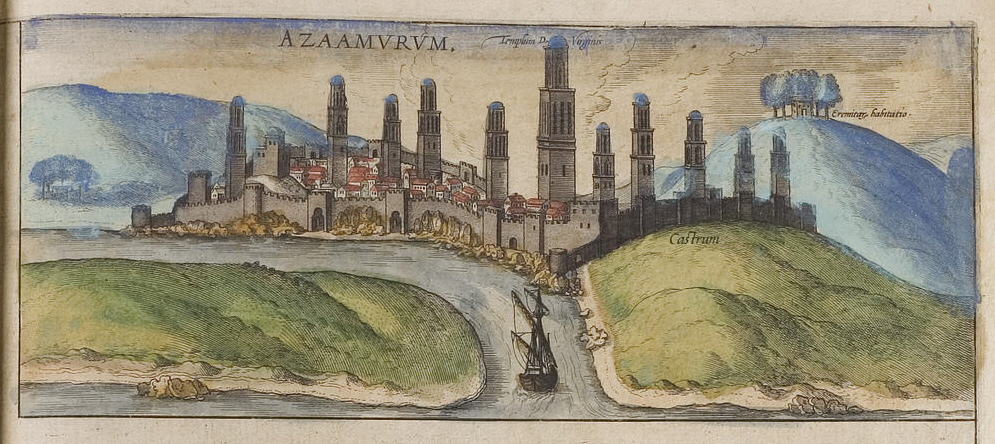
Azemmour, 16e siècle.

En 1513, Azemmour tomba sous domination portugaise jusqu'en 1541 lors de la bataille d'Azemmour. En 1541, après la prise d'Agadir par le sultan saadien Mohammed Cheikh, le roi du Portugal D. João III, décida d'abandonner Azemmour, ainsi que Safi, et en 1550 Asilah.
Estevanico, né à Azemmour aux environs de 1503 fut vendu comme esclave et fut l'un des quatre rescapés de l'Expédition Narváez anéantie sur les côtes de la Floride espagnole (relaté dans La Relacion de Cabeza de Vaca). Il fut le premier, en tant qu'éclaireur des Conquistadors, à découvrir et à traverser l'Arizona et le Nouveau-Mexique. Il fut tué par les Indiens Zuñi à Cibola (l'une des légendaires sept cités d'or) en 1539.
Sous la dynastie des Saadiens, Azemmour commerça avec l'Europe jusqu'en 1672. Moulay Ismaïl Ben Chérif (de la dynastie des Alaouites) interdit ces échanges et s'empara d'Azemmour.

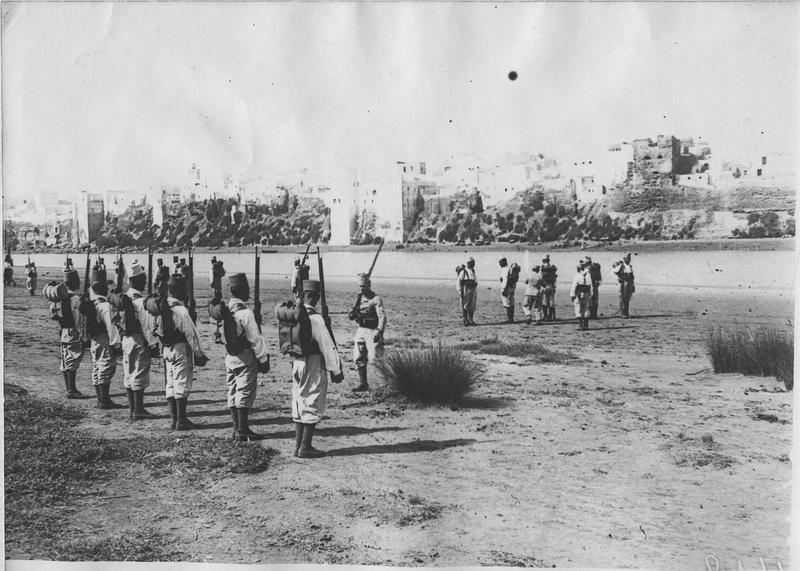
Camp de Sidi Ali, lieu de préparation des troupes marocaines pour le front français lors de la Première Guerre mondiale.

## Tourisme
À 2 km au sud d'Azemmour, il y a la plage d'El Haouzia.
De nos jours, l'ancienne médina d'Azemmour, dépositaire d'un passé historique millénaire, a perdu quelques atouts de son équipement socio-spatial originel. Ainsi, plusieurs édifices historiques, qui sont des bâtiments de valeur et disposant de statuts privilégiés tels que « La Capitainerie », les « Borjs », « Dar El Kadi », les portes de bastions, la citadelle portugaise, les passages couverts et les arcades, sont désaffectés.